# Georgische Vorentscheidung zum Eurovision Song Contest 2017
Die Georgische Vorentscheidung zum Eurovision Song Contest 2017 war der georgische Vorentscheid für den Eurovision Song Contest 2017 in Kiew (Ukraine). Die Sängerin Tamara Gatschetschiladse gewann den Vorentscheid mit ihrem Lied Keep the Faith.

## Format

### Konzept
Vom 7. November bis zum 7. Dezember 2016 hatten Künstler die Gelegenheit, einen Beitrag beim Öffentlichen Rundfunk Georgiens einzureichen.
Am 11. Dezember 2016 gab GPB bekannt, dass sie 28 Beiträge erhalten hatten. Nach dem Rückzug von drei Künstlern nahmen schließlich 25 Lieder an der Vorentscheidung teil.

### Finale
Das Finale fand am 20. Januar 2017 in der Georgischen Nationalphilharmonie in Tiflis statt. Die internationale vierköpfige Jury bestand aus Tali Eshkoli, Sacha Jean-Baptiste, Borislaw Milanow und Ralf Reinink. Die Sängerin Tamara Gatschetschiladse gewann mit ihrem Lied Keep the Faith.
| Platz | Startnr. | Interpret                                   | Lied Musik (M) und Text (T)                                    | Sprache   | Übersetzung (inoffiziell)    | Punkte | Punkte    | Punkte |
| Platz | Startnr. | Interpret                                   | Lied Musik (M) und Text (T)                                    | Sprache   | Übersetzung (inoffiziell)    | Jury   | Zuschauer | Gesamt |
| ----- | -------- | ------------------------------------------- | -------------------------------------------------------------- | --------- | ---------------------------- | ------ | --------- | ------ |
| 01.   | 11       | Tamara Gatschetschiladse                    | Keep the Faith M/T: Anri Dschochadse, Tamara Gatschetschiladse | Englisch  | Bewahre den Glauben          | 98     | 24        | 122    |
| 02.   | 06       | Nuza Busaladse                              | White Horses Run M/T: Andy Vitolo, John King                   | Englisch  | Lauf der weißen Pferde       | 89     | 18        | 107    |
| 03.   | 07       | Malibu                                      | We Live Once M/T: Malibu Tugushi                               | Englisch  | Wir leben einmal             | 95     | 10        | 105    |
| 03.   | 16       | The Mins                                    | Crime M/T: Zviad Mghebrishvili                                 | Englisch  | Verbrechen                   | 83     | 22        | 105    |
| 05.   | 21       | Mariam Tschatschchiani                      | Fly M/T: Joni Titirashvili                                     | Englisch  | Fliegen                      | 68     | 15        | 83     |
| 06.   | 15       | Mariko Leschawa                             | Light It Up M/T: Bithard, DJ Avol Waves                        | Englisch  | Beleuchte es                 | 66     | 16        | 82     |
| 07.   | 01       | Giorgi Tschikowani                          | Make It Right M/T: Giorgi Tschikowani                          | Englisch  | Es richtig machen            | 76     | 3         | 79     |
| 08.   | 17       | Sparkle                                     | On the Top M/T: Aleko Berdzenishvili                           | Englisch  | An der Spitze                | 54     | 23        | 77     |
| 09.   | 12       | Nino Bascharuli                             | Lileo M/T: Nino Bascharuli                                     | Georgisch | –                            | 52     | 20        | 72     |
| 10.   | 04       | Andria Gwelessiani                          | Revolutionise M/T: Giorgi Laghidze                             | Englisch  | Revolutionieren              | 58     | 12        | 70     |
| 10.   | 24       | Oto Nemsadze & Group Limbo                  | Dear God M/T: Beso Nemsadze                                    | Englisch  | Lieber Gott                  | 45     | 25        | 70     |
| 12.   | 10       | Trio Mandili                                | Me Da Schen M/T: Vadim Estreman, Rostislav Maslovich           | Georgisch | Ich und Du                   | 60     | 5         | 65     |
| 13.   | 14       | Misho                                       | Magic M/T: Misho                                               | Englisch  | Magie                        | 49     | 14        | 63     |
| 14.   | 09       | Dima Kobeschawidse                          | Scream M/T: Dima Kobeschawidse                                 | Englisch  | Schrei                       | 53     | 2         | 55     |
| 14.   | 13       | Elene Mikiaschwili                          | Fighter M/T: Ylva Persson, Linda Persson, Will Taylor          | Englisch  | Kämpfer                      | 44     | 11        | 55     |
| 16.   | 19       | Temo Sadschaia                              | All the Same M/T: Temo Sadschaia                               | Englisch  | Alles das selbe              | 48     | 6         | 54     |
| 17.   | 05       | Alissa Danelia                              | We Are Eternity M/T: Alissa Danelia                            | Englisch  | Wir sind die Ewigkeit        | 47     | 1         | 48     |
| 18.   | 02       | Brandon Stone, Eteri Beriaschwili & Vahtang | Heyo Song M/T: Brandon Stone                                   | Englisch  | –                            | 43     | 4         | 47     |
| 18.   | 20       | Sabina Chantouria                           | Stranger M/T: Sabina Chantouria                                | Englisch  | Fremder                      | 39     | 8         | 47     |
| 20.   | 22       | Asea Sool                                   | Nature M/T: Asea Sool                                          | Englisch  | Natur                        | 25     | 21        | 46     |
| 21.   | 03       | Rati Durglischwili                          | Why M/T: Rati Durglischwili                                    | Englisch  | Warum                        | 32     | 13        | 45     |
| 22.   | 25       | Dawit Schanidse                             | Mtweris Kazi M/T: Dawit Schanidse                              | Georgisch | Staubmann                    | 17     | 19        | 36     |
| 23.   | 18       | Tornike Kipiani & Giorgi Bolotashvili       | You Are My Sunshine M/T: Tornike Kipiani                       | Englisch  | Du bist mein Sonnenschein    | 26     | 9         | 35     |
| 24.   | 23       | Nanuka Giorgobiani                          | Let the Sunshine In M/T: Edisher Lomadze                       | Englisch  | Lass den Sonnenschein hinein | 17     | 17        | 34     |
| 25.   | 08       | EOS                                         | Urban Signs M/T: Giorgi Kochoradze, Gedevan Levlishvili        | Englisch  | Stadtschilder                | 16     | 7         | 23     |